# Christelle Gros
Christelle Gros (Oyonnax, 19 de mayo de 1975) es una deportista francesa que compitió en biatlón. Ganó una medalla de bronce en el Campeonato Mundial de Biatlón de 1999 y una medalla de plata en el Campeonato Europeo de Biatlón de 2001.

## Palmarés internacional
| Campeonato Mundial | Campeonato Mundial        | Campeonato Mundial | Campeonato Mundial |
| Año                | Lugar                     | Medalla            | Prueba             |
| ------------------ | ------------------------- | ------------------ | ------------------ |
| 1999               | Kontiolahti (Finlandia)   | Medalla de bronce  | Relevos            |
| Campeonato Europeo |                           |                    |                    |
| Año                | Lugar                     | Medalla            | Prueba             |
| 2001               | Haute-Maurienne (Francia) | Medalla de plata   | Individual         |